# Ammoniumtrikromat
Ammoniumtrikromat, (NH4)2Cr3O10, är ett cancerogent, orangefärgat salt. Det brinner under bildandet av ammoniak och kromtrioxid.
Ammoniumtrikromat och koncentrerad svavelsyra används i laboratorier till att dubbelbinda en syreatom till ett derivat, (oxidation), detta ofta i en lösning av aceton. Det kan bilda ortorombiska eller hexagonala kristaller. Föreningen är, liksom andra trikromater, alltså intressant för organiska kemister eftersom krom har oxidationstillståndet 6 i föreningen, vilket gör den starkt oxiderande.